# Shah Mehmood Qureshi

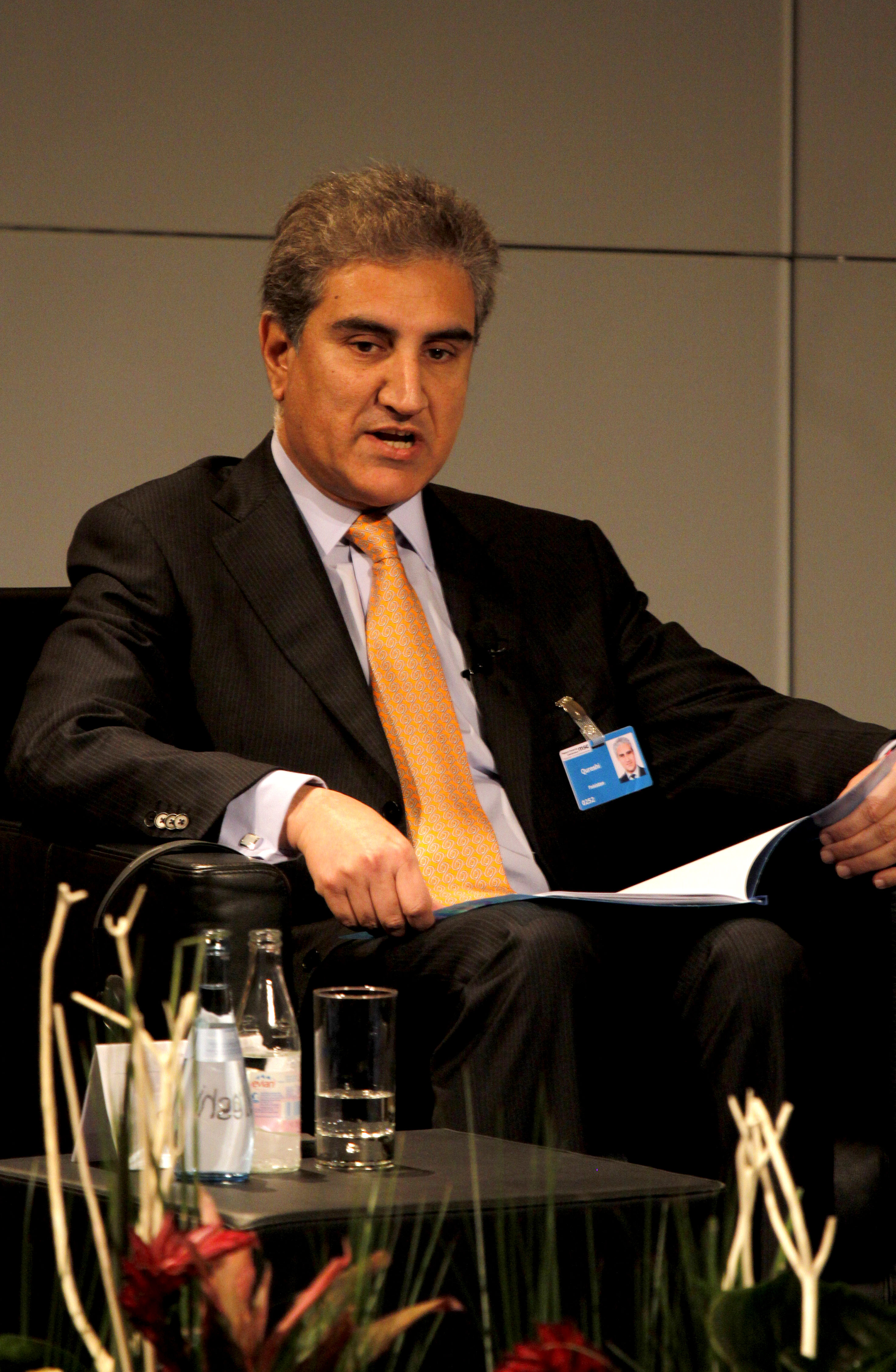
Qureshi auf der Münchner Sicherheitskonferenz 2009

Shah Mehmood Qureshi (Urdu شاه محمود قریشی; * 22. Juni 1956 in Murree) ist ein pakistanischer Politiker. Vom 20. August 2018 bis 9. April 2022 war Qureshi Außenminister Pakistans.

## Leben
Er war Mitglied der Pakistanischen Volkspartei (PPP) und als solcher von 31. März 2008 bis 9. Februar 2011 Außenminister im Kabinett von Yousaf Raza Gilani. Aufgrund von Konflikten mit der Parteiführung legte er sein Amt im Februar 2011 nieder. Im November 2011 trat er Imran Khans aufstrebender Partei Pakistan Tehreek-e-Insaf (Pakistanische Bewegung für Gerechtigkeit) bei und ist deren stellvertretender Vorsitzender. Qureshis Vater war Gouverneur der Region Punjab in den 1980ern.
Seinen Bachelor in Geschichte machte er am Forman Christian College in Lahore. Danach schloss er auch ein Studium der Rechtswissenschaften am Corpus Christi College der University of Cambridge ab. Er ist verheiratet und hat einen Sohn und zwei Töchter.
Qureshi ist der Präsident des pakistanischen Landwirtschaftsverbandes.
Als Premierminister Imran Khan aufgrund eines Misstrauensvotums sein Amt im April 2022 niederlegen musste, musste auch dessen Kabinett von den Ämtern zurücktreten. Qureshi bezeichnete den Ablauf des Machtsverlusts eine „ausländische Verschwörung“.
Im Januar 2024 wurde Qureshi mit dem Vorwurf der Weitergabe vertraulicher diplomatischer Informationen zu einer Haftstrafe von zehn Jahren verurteilt. Auch sein Parteikollege, der ehemalige Premierminister Imran Khan, wurde mit dem gleichen Vorwurf zu zehn Jahren Haft verurteilt.